# João Bogas
João Bogas (em grego medieval: Ἰωάννης Βωγᾶς/Βογᾶς; romaniz.: Ioánnes Bogas) ou Bagas (em grego medieval: Βαγᾶς, Bagas) foi um nobre bizantino do século IX, ativo durante o reinado do imperador Leão VI, o Sábio (r. 886–912). Aparece em 914, quando foi enviado como emissário aos nômades além do Danúbio para convencê-los a lutar ao lado do Império Bizantino na guerra contra o Império Búlgaro de Simeão I (r. 893–927).

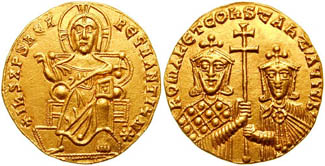
Soldo de r. e r.

## Vida
Aparece em 914, logo após Zoé Carbonopsina, mãe de Constantino VII (r. 912–959), retornar a Constantinopla e continuar a guerra contra o Bulgária. O império precisava de aliados para lutar e João, que talvez era estratego do Quersoneso, alegou poder persuadir os pechenegues a fazerem campanha contra os búlgaros. Para tal, solicitou ser nomeado patrício, o que lhe foi concedido. Depois disso, viajou com presentes aos territórios pechenegues e um acordo foi concluído. Os pechenegues se comprometeram a marchar contra os búlgaros e ofereceram reféns que voltaram a Constantinopla com João.
No verão de 917, os bizantinos organizaram grande expedição contra os búlgaros que culminou na desastrosa Batalha de Anquíalo. Os pechenegues, sob liderança de João, parecem ter sido convocados a ajudar, mas ao chegarem no Danúbio, ocorreu uma disputa entre ele e o almirante Romano Lecapeno (o futuro Romano I), que recusou-se a transportá-los. Ao perceberem, os pechenegues voltaram para suas terras; uma investigação foi conduzida em Constantinopla para apurar a questão.
O patriarca Nicolau I enviou uma carta ao cã Simeão I (r. 893–927) na qual escreveu que Bogas (sem citar seu nome), o estratego do Quersoneso, repetidamente falou sobre as tentativas de Simeão para convencer os pechenegues e outros povos a aliarem-se aos búlgaros num ataque contra os bizantinos. João teria lhe enviado relatórios e cartas sobre isso todos os dias.